# Божанси
Божанси́ (фр. Beaugency) — город и коммуна во Франции. Расположен в департаменте Луаре региона Центр.

## География

### Топография
Божанси расположен на правом берегу реки Луары, в 26 км к западу от Орлеана, 32 км к востоку от Блуа и 142 км к югу Парижа. Через город протекает и впадает в Луару небольшая река Рю.

### Климат
Божанси находится в зоне умеренного климата. Средняя годовая температура составляет 10—11 °C. Для города характерна мягкая зима (3—4 °С) и прохладное, дождливое лето (16—18 °С).

## История
В военной истории Франции город играл существенную роль. Так, в годы Столетней войны Божанси занимал стратегическое положение, он четыре раза осаждался и захватывался английскими войсками. В 1429 году город был окончательно освобождён армией Жанны д’Арк.
Во время религиозных войн, в 1567 году Божанси был взят и сожжён гугенотами. Особенно при этом пострадали городские стены, замок и аббатство Нотр-Дам.
С 7 по 10 декабря 1870 года в окрестностях города происходил целый ряд боевых схваток между германскими войсками под начальством великого герцога мекленбургского и французами, которые под предводительством генерала Шанзи прикрыли город Тур — местопребывание временного правительства. Несмотря на то, что значительное превосходство сил было на стороне последних, они были вынуждены отступить, понеся сильный урон.
В период Второй мировой войны, в 1940 и 1944 годах, город многократно подвергался бомбардировкам немецкой авиацией. 16 сентября 1944 года на мосту через Луару немецкий генерал Бото Хеннинг Эльстер, возглавляющий группировку из 18850 солдат и 754 офицеров, капитулировал перед войсками американской 83-й пехотной дивизии генерала Роберта Макона. Это было одно из крупнейших поражений немецких войск во время Второй мировой войны на Западном фронте.

## Экономика
Благодаря развитым речным перевозкам по Луаре Божанси, вплоть до строительства железной дороги в 1846 году, играл роль крупного торгово-перевалочного центра.

## Культура и досуг

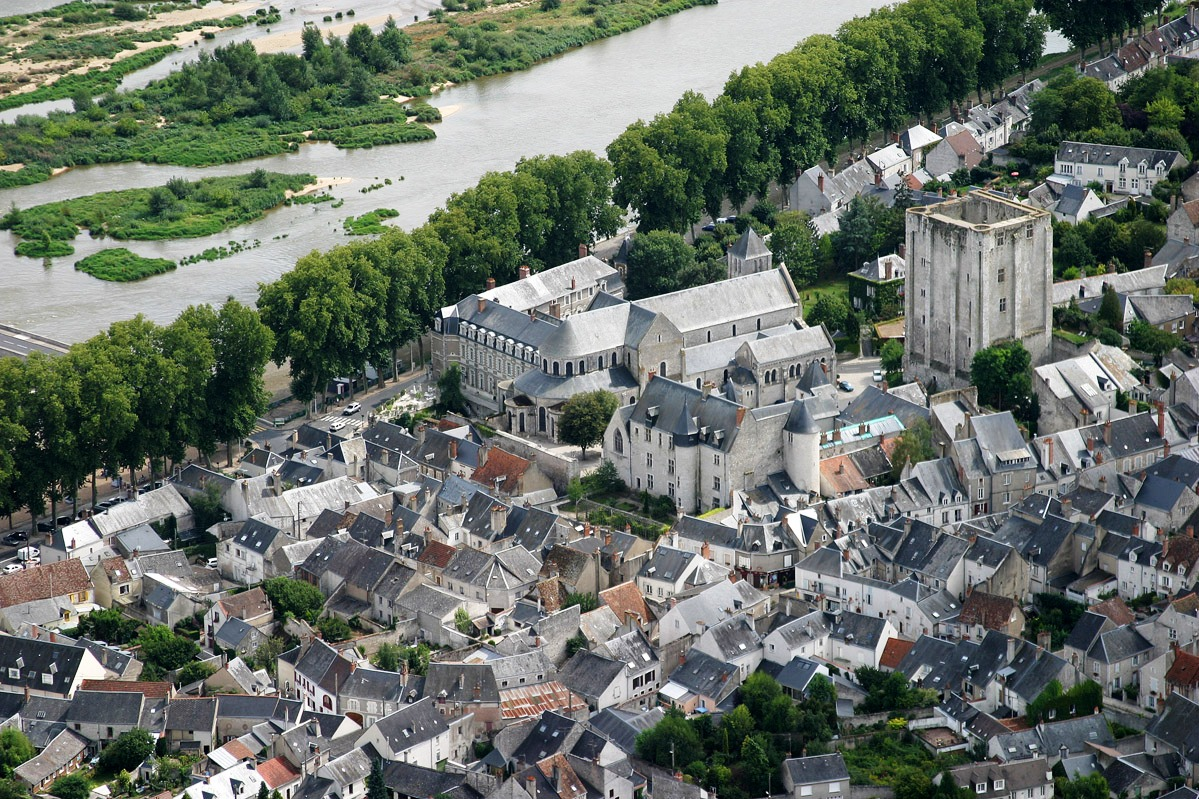
Панорама Божанси

В настоящее время, благодаря хорошо сохранившемуся старинному городскому центру с многочисленными памятниками и средневековой архитектурой, Божанси является крупным туристическим центром. Ежегодно в последние выходные июня и первые выходные июля у стен Донжона под открытым небом с наступлением темноты проходит спектакль. Сценарий для спектакля пишет местный житель, используя историю Франции и данного региона, либо сказки французских писателей. Костюмы для спектакля в течение года изготавливаются в ателье Божанси швеями из самого города и близлежащих деревень. Актёры — также жители Божанси. 

### Достопримечательности
- Замок Дюнуа, датируемый XV веком, а также являющийся частью замка, но возведённый гораздо раньше, в XI веке, донжон, более известный как «Башня Цезаря».
- Аббатство Нотр-Дам.
- Памятник Жанне д’Арк на площади Сен-Фирмен
- Отель-де-Виль (ратуша, XVI век)
- Церковь Святого Стефана (XI век)
- Мост через Луару, отдельные элементы конструкции которого датируются XIV веком. Длина моста составляет 460 метров, ширина северной части — 11,5 метров, южной — 9 метров. Легенда о создании «чёртова моста» в Божанси является темой сказки Джойса «Кошка и чёрт», написанной им в 1936 году в письме внуку и позже изданной в виде отдельной книги.

## Галерея

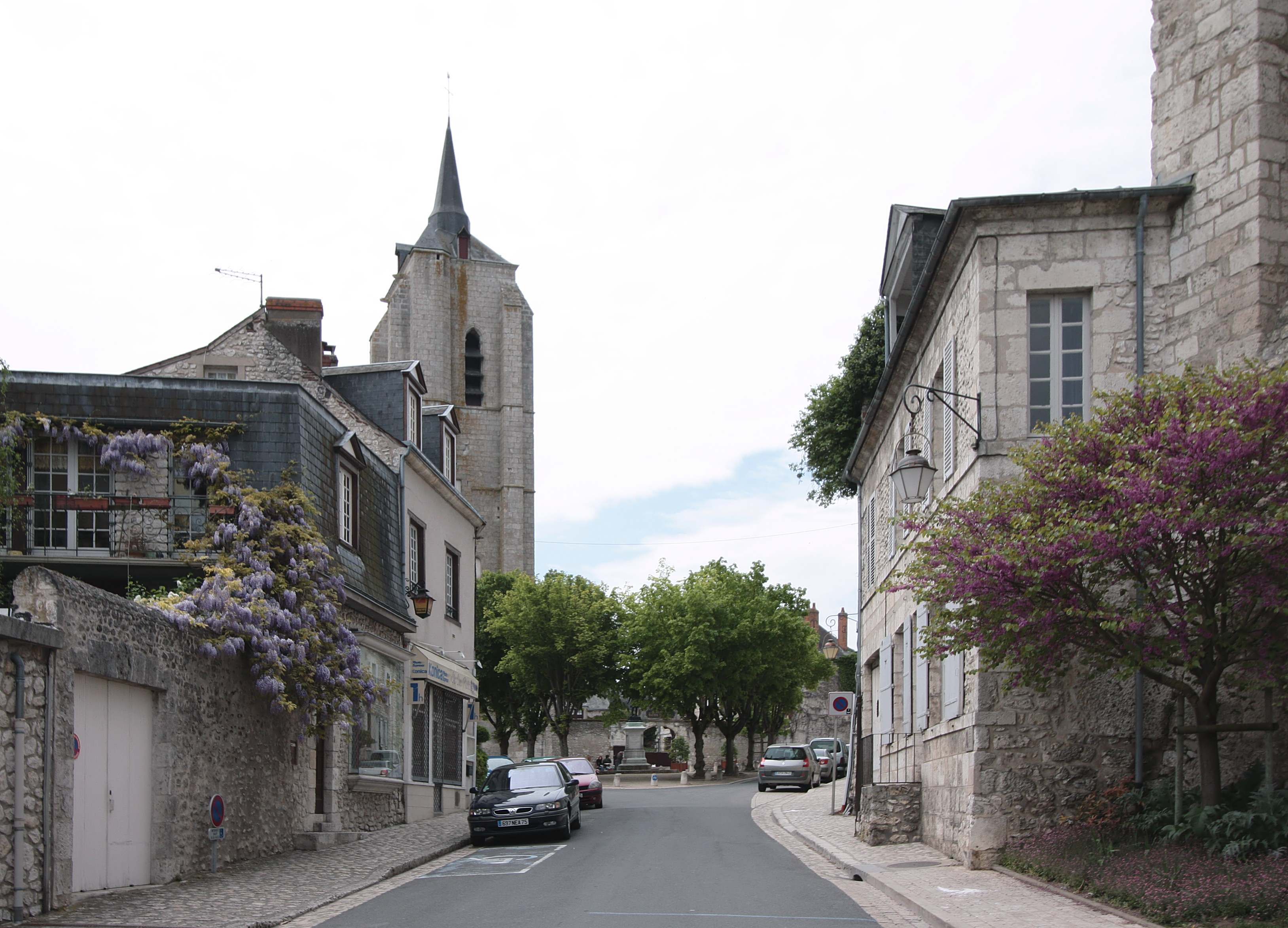
Площадь Сен-Фирмен
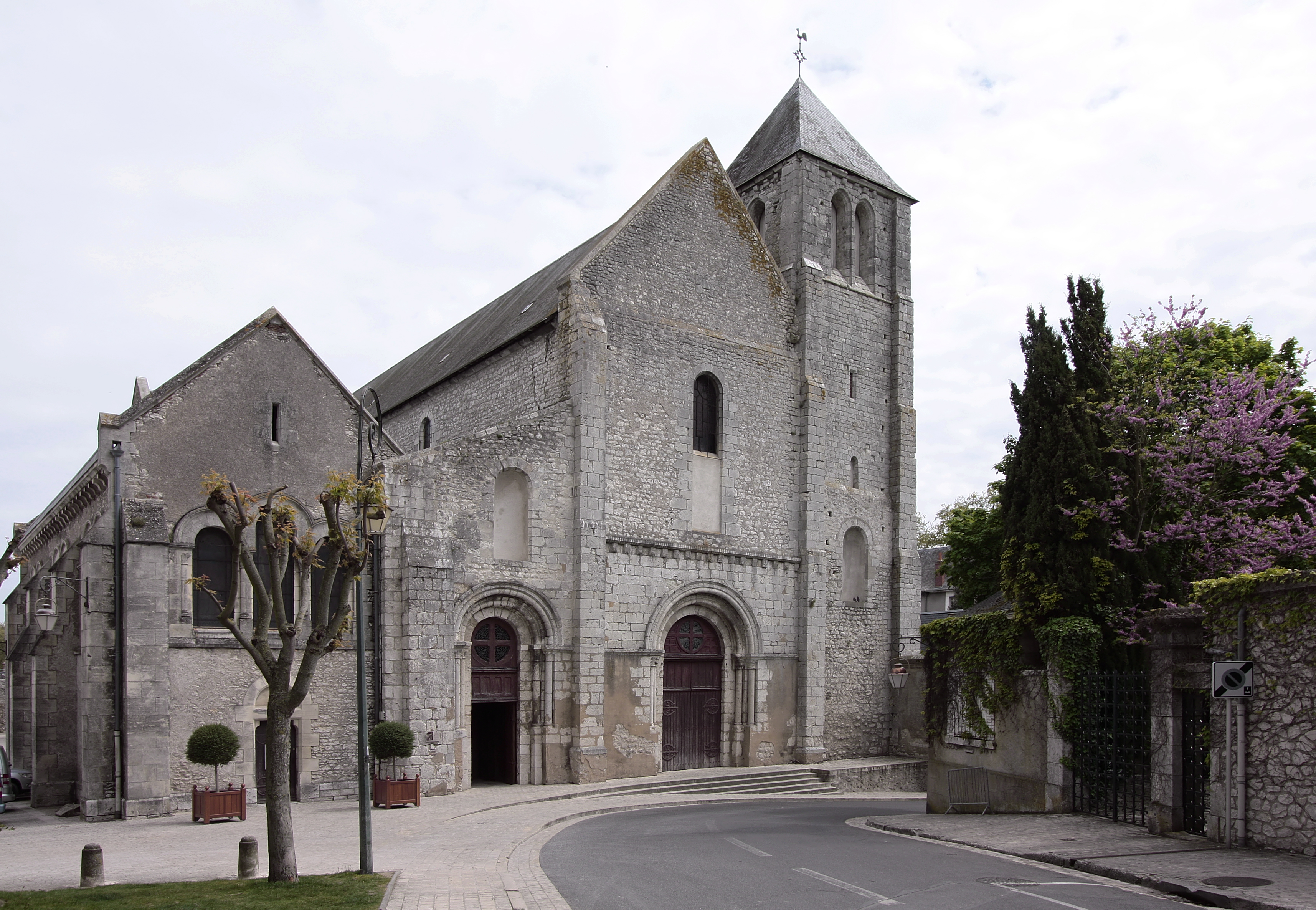
Собор Нотр-Дам
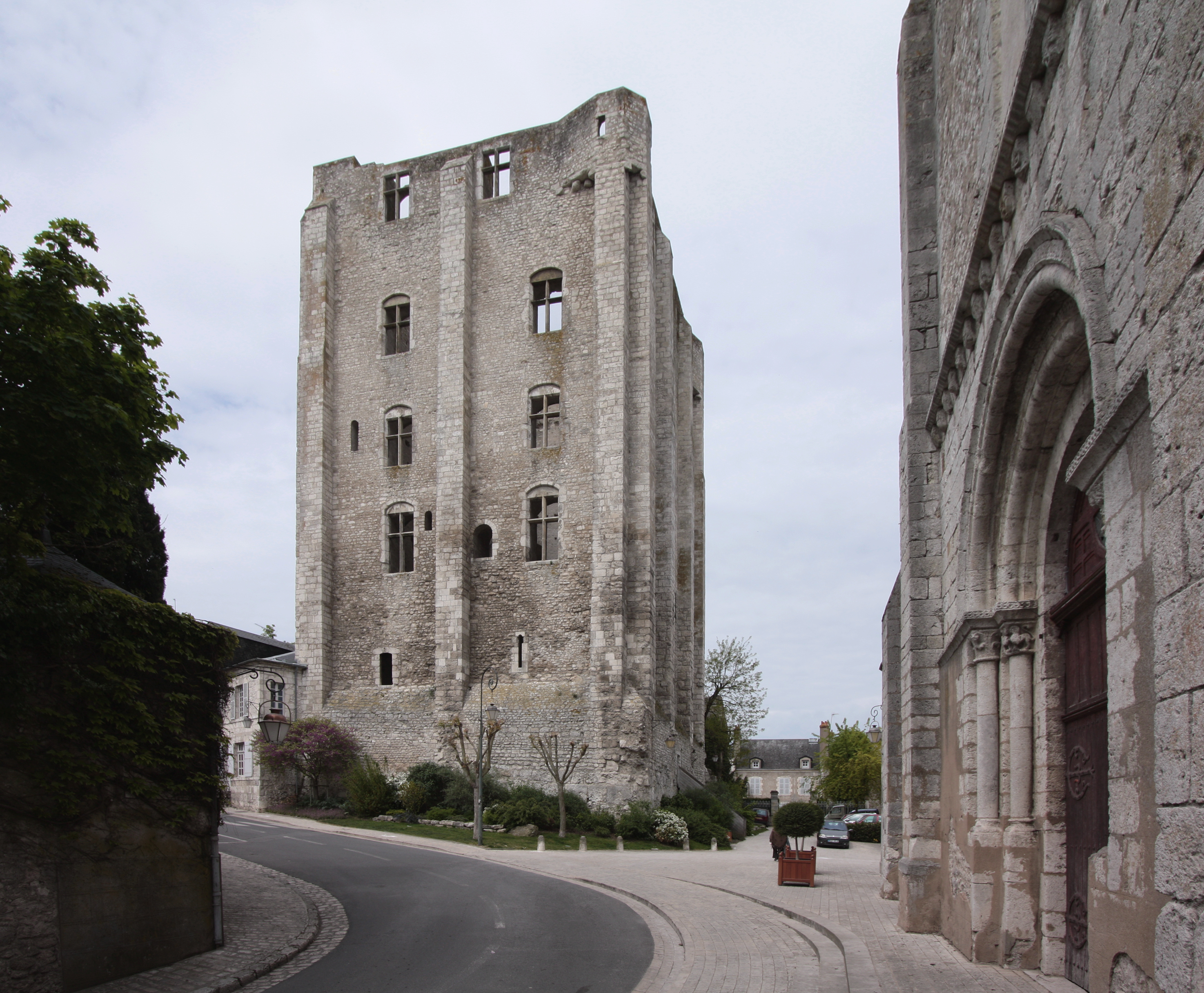
Донжон близ собора Нотр-Дам
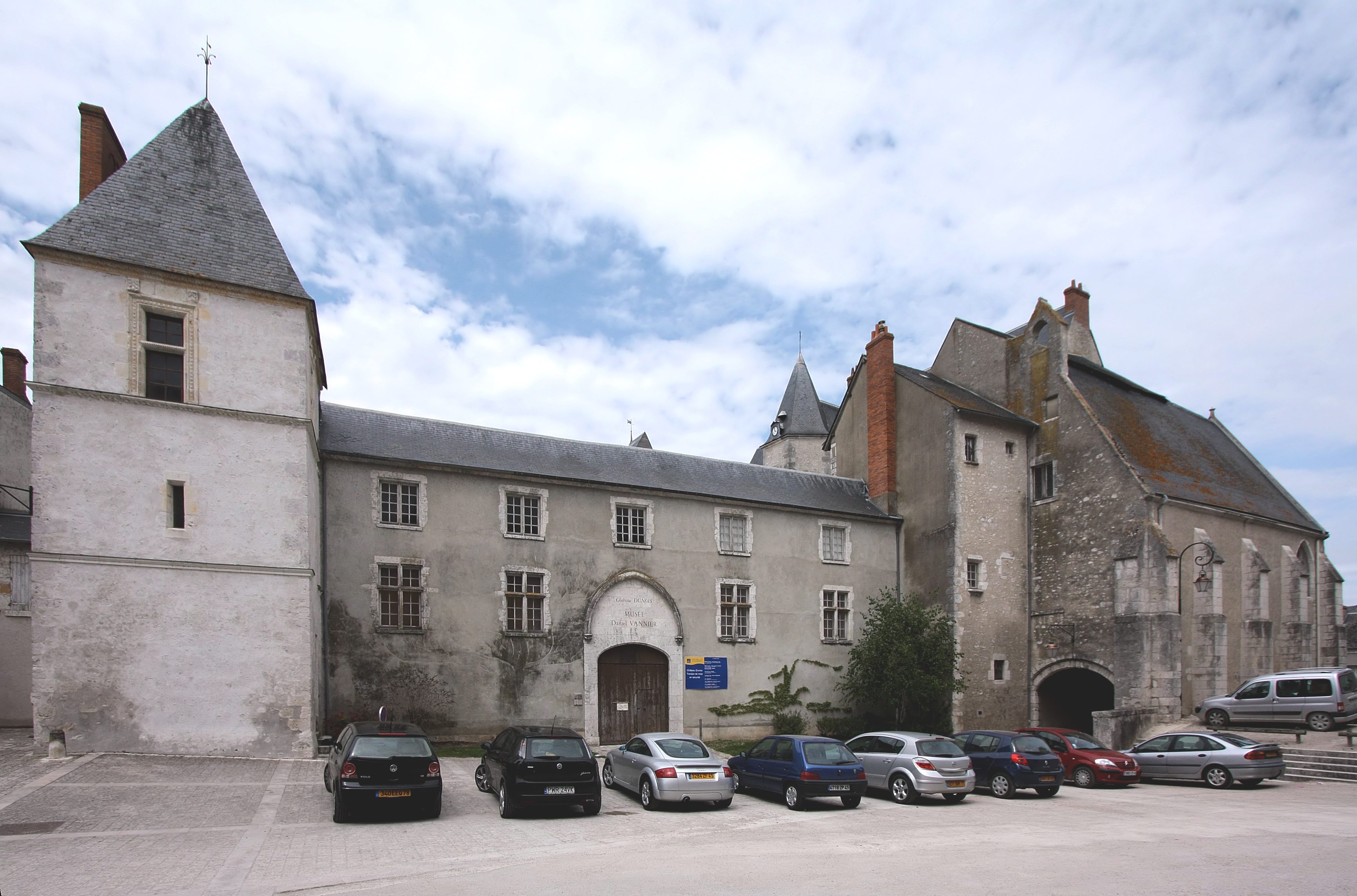
Замок Дюнуа
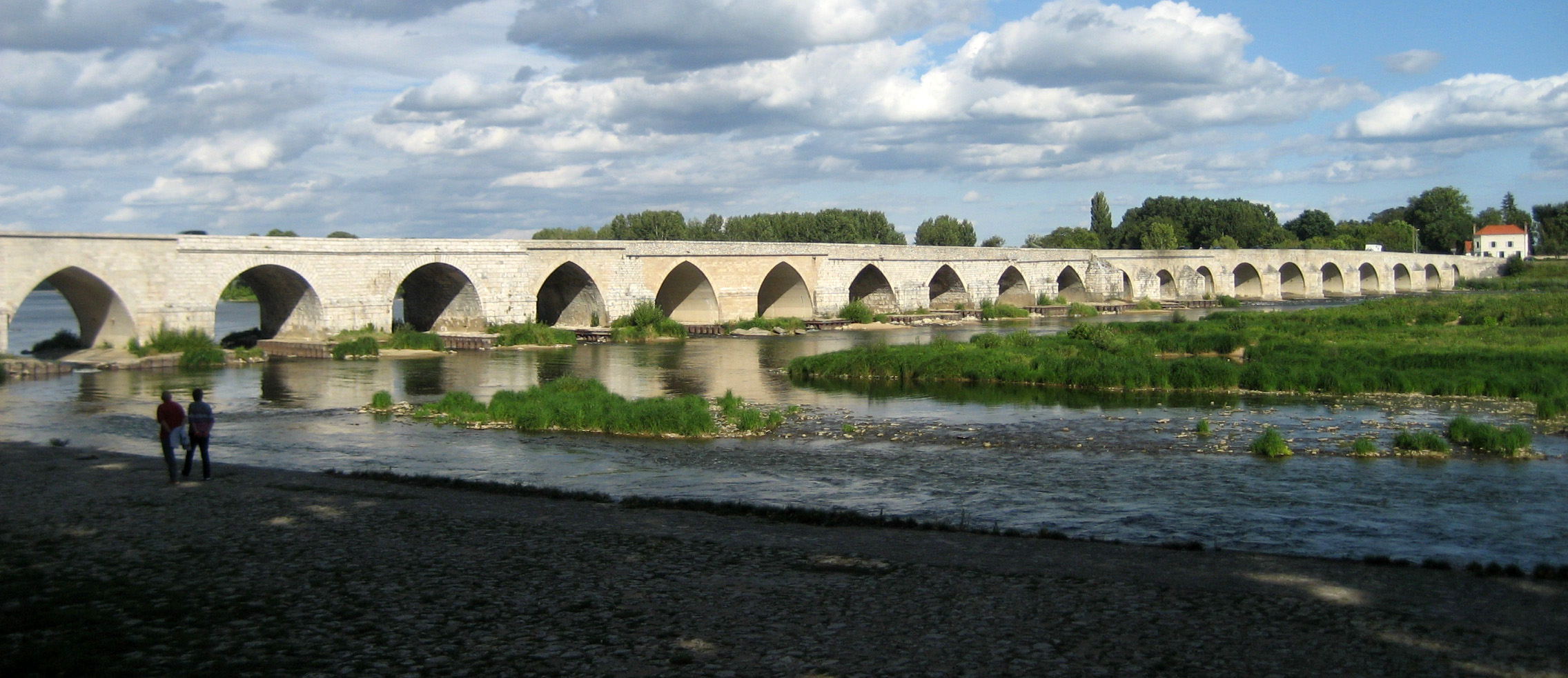
Мост через Луару

## Города-побратимы
- Мюнстер-Хилтруп, Германия[4]
- Хакусан, Япония[5]
- Свёнтники-Гурне, Польша[6]